# 村澤陶苑
村澤陶苑（むらさわとうえん）は、栃木県芳賀郡益子町にある益子焼の窯元・陶器製造業者。
現在の当主は5代目となる村澤亨であり、益子で5代に渡って続いている窯元である。

## 沿革

### 初代・ 村澤已之助、2代目・村澤正
初代・村澤已之助が1900年（明治33年）に、益子に登り窯を築いて窯を開いたとされる。
1903年（明治36年）に栃木県益子町に生まれた已之助の子・村澤正が昭和初期に窯を継いで2代目となった。

### 3代目・村澤一正
1924年（大正13年）
に栃木県益子町に生まれた正の長男・村澤一正（むらさわ かずまさ）は、1940年（昭和15年）に益子尋常小学校を卒業後、1955年（昭和30年）に村澤陶苑3代目となり、父・正とともに初代の窯を守った。
1960年代後半頃（昭和40年代初め頃）、それまで焼いていた壷、甕、土鍋などの日用品が売れなくなる「陶器不況」が起こり、前途に希望が見出せなくなってしまった。そして時の流れには逆らえず、思い切って「民芸品」の作陶に方向転換し切り替えた。40代前半の「村澤陶苑」の大黒柱であった3代目の「清水の舞台から飛び降りる」大決断だった。
しかし、意気込んで民芸調の益子焼を作陶し始めたものの初めの頃は全く売れず、不安と焦りに襲われる日々の中、今さら元の道に戻ることも出来ず自暴自棄となり、民芸風味の陶芸の道を志した事を後悔したこともあった。
ところが当時人間国宝となり「民芸の町・益子」の立て役者となっていた濱田庄司と縁を持つことになり、濱田の話し相手となった。そして濱田も昔は明日食べる米も無くて隣の家から借りていた時もあった、という思い出話を聞き、「苦労するのは陶芸家の宿命」であり悩んでいても仕方ないと発奮し、寝食を忘れて重厚さ、素朴さ、柿釉や黒釉などの深い色味を生かす「伝統的な益子焼」を様々な工夫を凝らしながら作陶していった。
そして3年、4年と経つ内に次第に売れ始めて、状況が一変し生産が追い付かなくなるほど売れるようになっていった。

### 4代目・村澤浩
村澤浩（むらさわ ひろし）は1948年（昭和23年）5月8日、父・一正の長男として栃木県益子町に生まれる。1968年（昭和43年）に作新学院高等学校を卒業した後、「栃木県窯業指導所」（現・「栃木県産業技術センター 窯業技術支援センター」）に入所し修了した。その後、同じく益子焼の陶芸家である三村北土に師事した。
そして村澤陶苑・4代目となり、1回で湯飲みを15,000個も焼成出来るという、初代が築いた幅5m、長さ18mにもなる大きな登り窯で村澤陶苑の商品や自分の作品を焼き上げていった。
新年には初代が築いた登り窯を清めて祈りを捧げ、家族や従業員や薪を補給してくれる業者の人たちとも力を合わせて、昼は村澤陶苑の商品を作陶しながら、夜は自分の思うがままの作陶活動に没頭し、「自分は職人ですから」の言葉を口癖としながら「村澤陶苑の登り窯」を守っていった。

### 5代目・村澤亨
村澤亨（むらさわ とおる）は1979年（昭和54年）4月21日、父・浩の子として栃木県益子町に生まれる。
家族から「家業を継いで陶芸をやって欲しい」と強制された事も言われた事も無かったが、家業を存続させなければならないと無意識に考えるようになっていった。そしてまた、父親の手伝いをしているうちに「作る事が楽しい」と気付いていった。父・浩に「陶芸の道に進む」と伝えた時は「大変だけど、頑張りなさい」と言われ、益子焼の伝統的な様々な技術を教えてくれた。
2002年（平成14年）に作新学院大学経営学部を卒業した後、「栃木県窯業指導所」（現・「栃木県産業技術支援センター 窯業技術支援センター」）に入所、翌2003年（平成15年）に研究科を修了し、2004年（平成16年）には家業に就き「村澤陶苑」に入り、2005年（平成17年）から国展に出品し、ほぼ毎年入選していった。
それでも形も焼き方もなかなか満足出来ず、益子焼の伝統的な技法だけでなく「自分が作りたいものから取り組んでいって、自分の特徴を出していければいい」と、気負いなく試行錯誤しながら作陶に励んでいた。
そして経験を積み、いつかは家にある登り窯で自分の作品を焚きたいと夢を膨らませていた。
ところが2011年（平成23年）1月11日に父・浩が逝去し、そのちょうど2ヵ月後の3月11日に東日本大震災が発生。この時、村澤陶苑の初代が明治33年に築いた焚口が2つもあった大きな登り窯が壊滅的に破壊されてしまった。
そして登り窯を全部壊して新しく作り直そうとも思ったが、2つの焚口の部分は残す事にした。それでも登り窯を壊す時には本当に辛くて仕方がなかったという。
そして壊した登り窯を材料として用いて、窯作りの職人とボランティアの人たちの協力を得て、新しい登り窯を築窯した。
一人で作陶して登り窯をいっぱいにするのは大変だが、息子たちに見てもらうためにも年に1回は登り窯を焚いているという。
益子の登り窯は、陶器を量産出来る立派な登り窯である。登り窯で焼く、ということを益子に残していきたい。そして益子焼を後世に残したいと願いを込めながら、日々、作陶を続け、登り窯を炊いている